# 公認会計士 (日本)
公認会計士（こうにんかいけいし）とは、内閣総理大臣から資格を認められ、公認会計士名簿に登録し、他人の求めに応じ報酬を得て財務書類を監査または証明することを業とする者。略称は「CPA（シーピーエー。Certified Public Accountant）」。
公認会計士は財務諸表監査を独占業務としていることから「資本市場の番人」 と呼ばれる。公認会計士は「監査法人」を設立することができる。

## 概要
公認会計士は、監査及び会計の専門家 として、独立した立場において、財務書類その他の財務に関する情報の信頼性を確保することにより、会社等の公正な事業活動、投資者及び債権者の保護等を図り、もって国民経済の健全な発展に寄与することを使命としており、監査対象たる会計主体からの独立性に特徴がある。
なお、公認会計士の独占業務は財務諸表監査であり、会計・経理業務自体は法律上、誰でもできる自由業務とされる。
正式に公認会計士となるには公認会計士試験に合格後、監査法人などで二年以上の実務経験を積み、修了考査に合格することが求められる。以前は公認会計士試験の合格者は会計士補として登録ができたが、法律上、これは廃止された。現在、修了考査を通過していない公認会計士試験合格者のうち、監査法人に勤務している者は、「公認会計士試験合格者」あるいは「公認会計士協会準会員」 などの肩書を名乗り、監査補助者として監査に従事している。

## 業務
公認会計士の業務は、法律上、監査証明業務、非監査証明業務、その他の業務に大別される。

### 監査証明業務
監査証明業務とは、他人の求めに応じ報酬を得て、財務書類の監査又は証明をすることである(法第2条第1項)。公認会計士は、独占業務として財務書類の監査・証明業務（通称1項業務）を行える。
財務諸表監査は、金融商品取引法によって上場企業などに義務付けられている。また、会社法上の大会社、学校法人、社会福祉法人なども財務諸表監査を受けなければならない（法定監査）。

### 非監査証明業務
非監査証明業務とは、監査業務の外、公認会計士の名称を用いて、他人の求めに応じ報酬を得て、財務書類の調製をし、財務に関する調査若しくは立案をし、又は財務に関する相談に応ずることである（法第2条第2項）。公認会計士は、財務書類の調整、財務に関する調査・立案、財務に関する相談等の業務を行うこと（通称2項業務）ができる。但し、監査業務との同時提供については、「自己監査は監査に非ず」の法諺のとおり、他の法律においてその業務を行うことについて様々な制限が設けられている。
監査法人において公認会計士が提供する2項業務は、以下のようなものが含まれる。また、いわゆる企業内会計士としての業務も含まれる。
- 株式上場支援業務 (IPO)
- 財務デューデリジェンス - M&Aにおける被買収企業の財務諸表等の調査
- 特定目的の調査 - 技術援助契約のロイヤルティ調査など
- 内部統制関連業務 - 内部統制組織の調査や構築支援
- システム監査
- 原価計算業務
- 決算早期化のアドバイザリー・サービス
- CSR関連指導・助言業務 - 環境会計関係など

### その他の業務
公認会計士は、税理士及び行政書士に関しては無試験で登録を受けることができ（税理士法第3条第4号、行政書士法第2条第4号）、各団体に登録すれば、それぞれの名をもって各業務を行える。
社会保険労務士業務については、公認会計士法第2条第2項に規定する業務に付随して行う場合には、社会保険労務士法第2条に掲げる事務を業として行える（社会保険労務士法第27条および社会保険労務士法施行令第2条）。
司法書士業務については、昭和25年7月6日民事甲第1867号民事局長回答（法務省民事局長通達）では司法書士の業務のうち「会社等の設立手続の委嘱を受けた場合、その附随行為として登記申請書類の作成及び申請代理をしても差し支えない」とされ、昭和35年3月28日民事甲第734号民事局長電報回答にて追認されている。法務省は2009年に、「商業登記の代理権」が「公認会計士に無試験で認められている」理由として、公認会計士試験の内容に鑑み、登記業務を行うに足る法律知識を有することを挙げている。
加えて、農林水産大臣が指定する者が実施する監査事業に関する実務についての研修を修了すれば、無試験で農業協同組合監査士となることができる。（農業協同組合法施行規則（平成十七年農林水産省令第二十七号）第241条第2項第2号）
また、以下のような地位に就任することも多い。
- 会社法上の会計参与[注釈 2]
- 監査役・監査委員・監査等委員[注釈 3]
- 社外取締役[注釈 4]
- 自治体の外部監査人[注釈 5]

## 監督
公認会計士に対する懲戒には「戒告」、「二年以内の業務の停止」「登録の抹消」があり（法第29条）、いずれも内閣総理大臣が行う（法第30条、第31条）。

## 活動領域
従来は、公認会計士のほとんどが監査法人か会計事務所に所属して活動していたが、徐々にその活動領域は広がりつつある。

### 監査法人
公認会計士の独占業務である財務諸表監査を業務の中心とする。株式上場支援業務 や内部統制関連業務、資産査定、事業再生なども行う。現状では、大半の試験合格者が、数千名の人員を抱えるいわゆる4大監査法人に就職する。

### 税理士法人・税理士事務所
上述の通り、公認会計士は無試験で税理士登録をできるため、税理士登録をした上で税理士の業務に携わる者も多い。独立開業する者もいる。

### FAS
FAS（財務アドバイザリーサービス）を提供するファームでは、財務デューデリジェンスや事業再生アドバイザリー、不正調査などの分野で会計士が業務に携わることがある。

### 事業会社
会計業務の複雑化にともない、一般の事業会社においても公認会計士が採用されることが多くなってきた。企業内会計士には、経理部や財務部などの部署において、連結決算業務や原価管理、内部統制業務などの専門的な知識が求められる業務に携わることが期待されている。

### 金融機関
融資業務や事業再生コンサルティングなどにおいて、会計の知識が求められることから、公認会計士が採用される。

### 官公庁
官公庁における会計監査や複式簿記による企業会計ベースの財務報告の作成に公認会計士が従事することがある。また、警察の刑事部捜査第二課などにおいて会計士が捜査に従事する事例がある。また、公認会計士・監査審査会では公認会計士がレビュー業務などにあたっている。

## 沿革
- 1926年 - 日本経営学会第1回大会が東京商科大学（現：一橋大学）初代学長佐野善作司会、大会委員長上田貞次郎（のち、東京商科大学学長）の音頭で丸ノ内商工奨励館，一橋如水会館に於いて行われた。統一論題を計理士と定め、大会決議により、計理士制度についての建議書を政府へ提出した。爾来、一橋大学、慶應義塾大学、神戸大学などの各大学が会計学をリードしている。明治期からの慶應義塾等による会計学教育については福澤諭吉年鑑に詳しい[19]。計理士の育成については計理の専修と謳われた専修大学の校史に拠る。日本経営学会は世界で2番目に古い経営学の学術団体であり、のち、太田哲三（東京商科大学教授、上田貞次郎門下生、太田・黒澤賞）を中心として日本会計研究学会が創設された。
- 1927年 - 計理士法が施行され、公認会計士の前身となる計理士資格が誕生する。
- 1937年 - 日本会計研究学会が創設された。昭和、平成、令和と一貫して会計学の研究をリードし、日本公認会計士協会ＣＰＥ認定研修の対象でもある。
- 1948年 - 計理士法を廃止する代わりに施行された公認会計士法によって公認会計士制度が確立。当時、企業会計や税務を担当していた計理士のうち、特別試験に合格したものについて計理士業務に加えて監査業務をさらに行うことができる資格として公認会計士資格が計理士資格に替えて与えられた。公認会計士法施行以前は、企業内部の会計監査人が公認会計士と類似した業務を執り行っていたが、独立外部性をより必要としたことから、会計監査人を企業から独立した公認会計士へと限定された。[20]
- 2006年5月 - 会社法施行にともない、公認会計士・税理士は会計参与という株式会社の機関のひとつとして、その会社が会計参与を設置する場合は、会社に参加しうることになった。

## 識見の範囲
日本国によって担保される識見の範囲を把握するためには、公認会計士試験の受験資格、出題基準、合格基準が参考となる。詳細は、公認会計士試験を参照されたい。

## 外国公認会計士
各国において日本の公認会計士に相当する資格を有する者のうち内閣総理大臣による資格の承認を受け、かつ、日本公認会計士協会による外国公認会計士名簿への登録を受けた者は、外国公認会計士と呼ばれ、公認会計士と同様の業務を行うことができる（法第16条の2）。

### コンバージェンス
公認会計士に相当する職能資格よる監査制度は、証券市場における投資家からの直接金融制度には欠かせない制度であり、多分に共通要素がありながらも、各国における経済諸事象を反映して個々別々に発展している。他方、経済の国際化と情報通信技術の急速な発展に伴い、会計基準と同様に国際的コンバージェンスが課題とされることがある。詳細は、公認会計士制度或いは次に掲げる個々の職能資格を参照されたい。
- 米国公認会計士 (CPA)
- 英国勅許会計士 (ACA)
- 英国勅許公認会計士 (ACCA)

## 大学と公認会計士
- 現在、多くの大学で校友会が設立されている。事例：公認会計士三田会、公認会計士稲門会などがある。

## 著名な人物

### 監査法人関係者
- 藤沼亜起 - 日本人初の国際会計士連盟会長、日本公認会計士協会会長、国際財務報告基準財団副議長を歴任。
- 岩本繁 - 有限責任あずさ監査法人理事長。アーサー・アンダーセン日本代表。東京経済大学理事長。
- 奥山章雄 - 中央青山監査法人理事長。日本公認会計士協会会長。
- 加藤義孝 - 新日本有限責任監査法人理事長。日本公認会計士協会会長。
- 川北博 - デロイトトウシュトーマツインターナショナル代表者会議議長。日本公認会計士協会会長。
- 竹山健二 - 新日本監査法人理事長。大阪市包括外部監査人。
- 等松農夫蔵 - 等松監査事務所（現・有限責任監査法人トーマツ）設立者。海軍主計少将。
- 森田祐司 - 監査法人トーマツ代表社員。会計検査院長。
- 山内悦嗣 - アーサー・アンダーセン日本代表。ソニー取締役監査委員会議長。

### 経営者
- 荒井邦彦 - ストライク創業者・代表取締役社長。
- 飯塚毅 - TKC創業者・元代表取締役社長。TKC全国会初代会長。
- 伊藤勝康 - リゾートトラスト創業者・代表取締役社長。
- 川島正夫 - ピー・シー・エー創業者・元代表取締役会長兼社長、元日本パーソナルコンピューターソフトウェア協会会長、元関東ITソフトウェア健康保険組合理事長。
- 北中誠 - 小田急電鉄代表取締役社長、日本民営鉄道協会副会長。
- 佐藤英志 - エスネットワークス創業者・代表取締役社長、太陽ホールディングス代表取締役社長・グループ最高経営責任者。
- 篠崎真吾 - ロッテリア代表取締役社長。
- 清水仁 - 東急グループ代表、日本民営鉄道協会会長。
- 須原伸太郎 - エスネットワークス創業者・代表取締役社長、ファイントゥデイ取締役最高財務責任者。
- 古川淳 - ユカリア創業者・代表取締役。
- 松田洋祐 - スクウェア・エニックス・ホールディングス代表取締役社長。
- 村田嘉一 - 日立キャピタル代表取締役社長、日立製作所特別顧問。
- 森正勝 - アクセンチュア代表取締役社長、国際大学学長。
- 渡辺章博 - GCA共同創業者、東芝取締役会議長。

### 学者
- 井尻雄士 - アメリカ会計学会会長。カーネギーメロン大学 University Professor（特別教授）。会計殿堂構成員。
- 太田哲三 - 監査法人太田哲三事務所（現EY新日本有限責任監査法人）設立者。一橋大学名誉教授。初代日本公認会計士協会会長。
- スズキ・トモ - 元オックスフォード大学教授、早稲田大学教授。
- 林昇一 - 中央大学名誉教授、学校法人中央大学理事。

### 政治家
- 尾立源幸 - 参議院議員。
- 古賀篤 - 衆議院議員。元厚生労働副大臣。
- 駒井重次 - 大蔵官僚。立憲民政党系の衆議院議員。
- 武村展英 - 衆議院議員
- 竹谷とし子 - 参議院議員。
- 谷口隆義 - 元衆議院議員。元財務副大臣、元総務副大臣。公認会計士初の国会議員。
- 日吉雄太 - 衆議院議員。
- 広津素子 - 元衆議院議員。
- 三角創太 - 衆議院議員。
- 若林健太 - 元参議院議員。
- 鷲尾英一郎 - 衆議院議員。元外務副大臣。

### その他
- 岡田優介 - バスケットボール選手。
- 勝間和代 - 著述家、評論家。（2011年に日本公認会計士協会に廃業届を提出）
- 長隆 - 病院経営アドバイザー。総務省公立病院改革懇談会座長。
- 西浦道明 - 経営コンサルタント。アタックスグループ創業者・代表。
- 丸山弘昭 - 経営コンサルタント。アタックスグループ創業者・代表。
- 山田真哉 - 作家。インブルームLLPパートナー。
- 吉野賢治 - 学校法人中央学院理事長。
- 奥村武博 - 元プロ野球選手。
- 船江恒平 - 将棋棋士。